# 北角官立小學（雲景道）

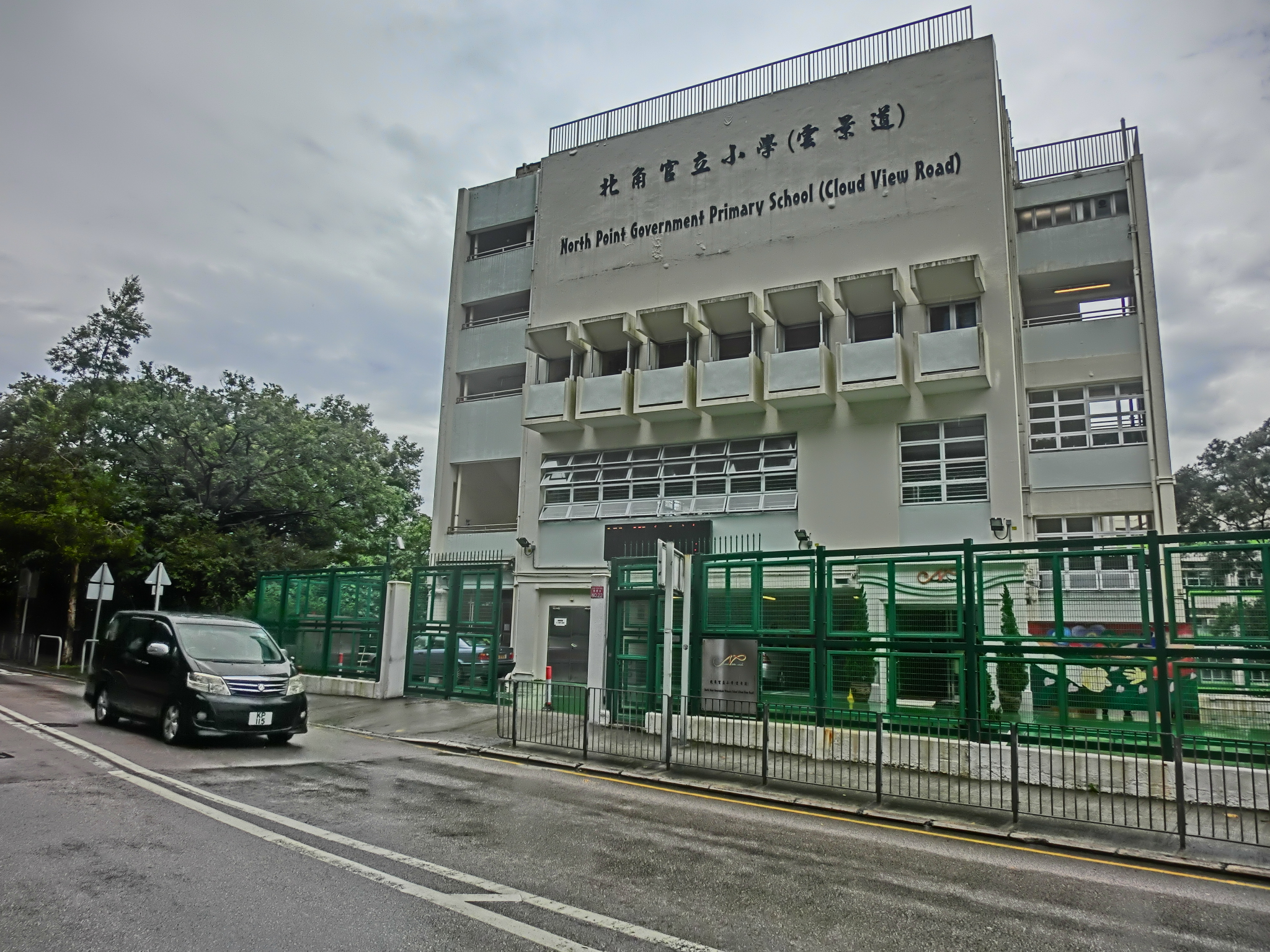
翻油前的校舍

北角官立小學（雲景道）（英語：North Point Government Primary School (Cloud View Road)）創校於1954年，是一所由香港特別行政區政府教育局直接管轄的官立小學，前身為「北角官立下午小學」，後改為全日制，並遷入伊斯蘭英文中學的舊校舍，遂於2007年2月22日更名為「北角官立小學（雲景道）」。
因應相關區議會條例的修訂，學校在2016年由東區轉屬灣仔區。因此，2015/16學年入讀本校的小一學生，在2021年度參加中學學位分配辦法時，所屬的中學網會是灣仔區，即由14校網轉移至12校網。小一派位下的其他運作細節將維持不變。
隨適齡學童人數下降，北角官立小學（雲景道）會於2024/25學年起重新併入北角官立小學，並會於2026/27學年起停辦。。

## 學校資料
| 校監／學校管理委員會主席 | 劉穎賢博士                                   |
| 校長                     | 俞景慈先生                                   |
| 副校長                   |                                              |
| 是否已成立法團校董會     | 不適用                                       |
| 學校類別                 | 全日制官立                                   |
| 學生性別                 | 男女                                         |
| 辦學團體                 | 政府                                         |
| 宗教                     | 不適用                                       |
| 創校年份                 | 1954                                         |
| 校訓                     | 仁、樂、進、勤                               |
| 學校佔地面積             | 約6000平方米                                 |
| 一條龍中學               | -                                            |
| 直屬中學                 | -                                            |
| 聯繫中學                 | 筲箕灣官立中學、筲箕灣東官立中學、金文泰中學 |
| 教學語言                 | 中文/ 英文/ 普通話                           |
| 家長教師會               | 有                                           |
| 舊生會/校友會            | 無                                           |

## 「校本課程」各科特色
| 中文科： 1. 閱我深知 科普作品閱讀教學（與大專院校共同研發教材） 2. 喜閲寫意 3. 非華語學習中文 4. 電子學習 5. 四年級本年度試行BYOD教學 | 英文科： 1. Reading to Writing 2. Home Reading Programme 3. Speaking Task/ Special Activities（e.g. NPCVR's GOT TALENT 天才表演） 4. e-learning 5. BYOD program on Primary 4 |

| 數學科： 1. 應用題解題教學（教育局校本支援計劃） 2. 奧林匹克數學培訓班 3. 電子學習 4. 四年級本年度試行BYOD教學 | 常識科： 1. STEM 教育: 機械人培訓小組、機械人編程課堂、探究學習週 2. 全方位參觀學習 3. 生活教育活動計劃（LEAP） 4. 電子學習 5. 四年級本年度試行BYOD教學 |

| 電腦科： 1. Google Classroom 平台運用 2. 學習資訊素養（正確使用電腦和網上活動態度） 3. 四年級本年度試行BYOD教學 | 體育科： 1. 活躍及校園健康政策 2. 板球（校本課程） |

成長教育科：
1. 自行編訂課程（給家長的情書課程）

## 「校本課程」發展重點
- 培養「閱讀」興趣和習慣
- 掌握「兩文三語」加強溝通技巧
- 發展「終身學習」及「自主學習」的能力
- 建立正面的價值觀及人生觀
- 建立健康的生活方式

## 全方位活動
- 聯課活動：為一至六年級學生提供多元化而具趣味性活動，設有固定組（固定一個活動）及循環組（每次活動不同）
- 課後舉辦的活動項目：英詩集誦、田徑、排球、歌詠、舞蹈、童軍等
- 旅行：包括全校旅行、服務生旅行及畢業生旅行
- 教育性參觀及講座：每週於綜合學習活動時安排講座
- 與家長教師會合辦的課外活動：跆拳道班、小型網球班等；每週上課一次，學生可自由參加
- 大手牽小手計劃：選拔四至六年級學生到一至三年級同學的課室，協助他們做好功課、温習技巧，或由社工（該校社工服務由保良局提供）提供情緒輔導

## 外籍英語教師計劃
現時該校的外籍英語教師來自紐西蘭，他除了參與課堂教學外，還會和學生玩小遊戲和說故事，提升學生學習英語的興趣和能力。

## 上課時間
- 星期一至五：上午8時至下午3時正（最遲放學時間:16:00）；午膳時間為中午12時00分至12時45分
- 全年舉行兩次考試（於11:00放學）、兩次測驗（正常放學時間），並因應學生的學習情況而設評估及單元評估
- 教師最遲下班時間為晚上五時半
- 留堂可直至晚上五時半

## 著名/傑出校友
- 張學友：香港著名男藝人
- 亦舒：著名香港小說及散文女作家
- 洪助昇：香港男藝人（2008年小六）
- 張熊晞：粵劇文武生/ 列斯手足連線創辦人之一/ 上議院終身貴族

## 外部連結
- 學校網址（页面存档备份，存于）